# L. Neil Smith
L. Neil Smith (Lester Neil Smith III, conocido también por su apodo El Neil) (Denver, 12 de mayo de 1946-27 de agosto de 2021) fue un autor de ciencia ficción liberal libertaria y un activista político estadounidense. Sus obras incluyen las novelas Pallas, The Forge of the Elders, y The Probability Broach, cada una de las cuales ganó el Premio Prometeo de la Libertarian Futurist Society como mejor novela libertariana.

## Obras principales
Muchas de las obras de L. Neil Smith constituyen una serie sobre la Confederación Norteamericana:
- The Probability Broach (1981) es una novela de historias alternas en la cual la historia ha tomado un curso diferente debido al cambio de una sola palabra en la Declaración de Independencia. Los Estados Unidos se han convertido en una sociedad liberal libertaria, la Confederación Norteamericana (North American Confederacy) en un universo paralelo conocido entre los fanáticos de la ciencia ficción como universo Gallatin, debido al rol crucial de Albert Gallatin en el punto de divergencia. Los villanos de la serie son llamados federalistas por el partido político histórico de George Washington y Alexander Hamilton. En 2004 se publicó una versión en novela gráfica ilustrada por Scott Bieser.
- The Venus Belt (1981) es la siguiente novela escrita acerca del universo Gallatin, transcurre en el espacio exterior y presenta otros asentamientos en nuestro sistema solar. Los federalistas intentan establecer una nueva civilización en el espacio exterior con el objetivo de algún día regresar para tomar el poder.
- Their Majesties' Bucketeers es la tercera novela ambientada en el universo Gallatin. La trama es un pastiche de las historias de Sherlock Holmes (Arthur Conan Doyle), presentando por primera vez a los Lamviin, una raza de alienígenas trilateralmente simétricos nativos del árido planete Sodde Lydfe. Esta novela introduce personajes que interactuarán con otros en el universo Gallatin.
- The Nagasaki Vector trata sobre un viajero del tiempo que es transportado al universo Gallatin por una explosión nuclear ocurrida en Nagasaki que dio fin a la Segunda Guerra Mundial el 6 de agosto de 1945.
- En Tom Paine Maru, los emprendedores de la Confederación viajan a través de los mundos, explorando los desastres hechos por los federalistas que fueron enviados al pasado y dispersados al azar por el universo al final de The Venus Belt. Los federalistas han creado docenas de colonias que han sufrido desastres y retrocesos bajo el gobierno de los federalistas.
- En The Gallatin Divergence, una mujer federalista viajera del tiempo intenta cambiar la historia pero encuentra oposición de parte de los héroes de The Probability Broach. Cuando estos dos oponetntes se enfrentan, la historia es alterada de nuevo y se crea una tercera historia paralela.
- The American Zone (2001), la más reciente historia de la serie, es una secuela directa de The Probability Broach y trata sobre refugiados de varias versiones antiliberales-libertarias de los Estados Unidos que se residencian en la Confederación, y sobre la respuesta de la Confederación a la violencia terrorista.

## Otras obras
- Pallas es la historia de Emerson Ngu, un muchacho que vive en una comuna socialista distópica dentro de un cráter en el asteroide Palas. Emerson crea un radio de cristales y queda perturbado al conocer el mundo fuera de la comuna. Al escapar, descubre que el resto de Pallas es un utopía libertaria. Incapaz de olvidar a su familia semi-esclavizada --en cuyo paraíso de los trabajadores se están muriendo de hambre-- inventa un arma barata pero duradera (porque los liberales libertarios de Pallas, para su vergüenza, no tienen una industria de armas doméstica) y va a libertar a su antigua comuna. Al mismo tiempo debe aprender las destrezas necesarias para vivir en el mundo exterior. De esta manera la novela se desarrolla al mismo tiempo como un bildungsroman y la historia de una revolucíón política.
- Ceres y Ares ambas ambientadas en el universo de Pallas y financiados por inversionistas privados. El Proyecto Ceres fue organizado por Alan R. Weiss, amigo de Neil.
- The Mitzvah, es una novela sobre un sacerdote católico pacifista e influenciado por los valores socialistas de la década de 1960. Su mundo es destrozado cuando descubre que sus padres, inmigrantes alemanes, lo adoptaron y que sus verdaderos padres eran judíos asesinados en el Holocausto.

## Actividad política
En 1999, Smith anunció que aspiraría a la presidencia de los EE. UU. como independiente siempre y cuando sus seguidores reunieran 1.000.000 de firmas on-line pidiéndole que se lanzara. Después de reunir apenas 1500 firmas su campaña desapareció silenciosamente. Posteriormente buscó una nominación por el Partido Libertario que terminó rápidamente cuando, en las primarias californianas Harry Browne lo venció ampliamente 71 % a 9 %
Sin embargo, Smith apareció como candidato por el Partido Libertario a la presidencia en las boletas electorales de Arizona en el 2000, aunque Browne había sido escogido por la convención nacional del partido; esto se debió a una disputa entre la organización nacional del Partido y su contraparte en Arizona. Smith y su compañero de fórmula Vin Suprynowicz obtuvieron 5775 votos. Poco después los simpatizantes de Smith anunciaron una nueva recolección de 1.000.000 de firmas; sin embargo, a finales de 2003, viendo que la recolección alcanzaría una pequeña fracción del total, Smith anunció que renunciaría a buscar un cargo político. 
Smith no es un recién llegado al Partido Libertario: se inscribió en 1972 (poco después que naciera el partido en 1971) y en 1977 y 1979 participó en el Comité de Plataforma; en 1978 participó en las elecciones de la legislatura estatal de Colorado obteniendo el 15 % de los votos con un presupuesto total de US$44,00. Su influencia, así como la de la "Ad Hoc Conspiracy to Draft L. Neil Smith" (que tuvo cientos de miembros informales) lo ayudaron a influenciar la selección de Michael Badnarik como candidato ala presidencia nacional por parte del Partido Libertario (aunque el respaldo del candidato que iba en tercer lugar, Gary Nolan pudo haber tenido un mayor efecto inmediato) Badnarik fue influenciado profundamente por la obra Hope de L. Neil Smith y Aaron Zelman (Zelman es fundador y director ejecutivo de Jews for the Preservation of Firearms Ownership). Smith respaldó el Free State Project en 2004 y la campaña presidencial de Badnarik ese mismo año.
Smith regularmente escribe ensayos para The Libertarian Enterprise y se considera como su más influyente ensayo Why Did it Have to be ... Guns?.
No debe confundirse a L. Neil Smith con J. Neil Schulman, otro escritor libertario de ciencia ficción. Consciente de esta posible confusión, en tono de broma una vez firmó una carta a Samuel Edward Konkin III como "Neil (L., no J.)"

## Obras publicadas
Sobre la Confederación Noteamericana (North American Confederacy):
- The Probability Broach (1980, edición completa 1996, novela gráfica 2004)
- The Nagasaki Vector (1983)
- The American Zone (2001)
- The Venus Belt (1980)
- Their Majestys' Bucketeers (1981)
- Tom Paine Maru (1984)
- The Gallatin Divergence (1985)
  - Brightsuit MacBear (1988) (primera de una nueva serie ambientada en el universo de la NAC)
  - Taflak Lysandra (1988) (segunda de una nueva serie ambientada en el universo de la NAC)

Serie Forge of the Elders Series:
- Contact and Commune (1990)
- Converse and Conflict (1990)
- Forge of the Elders (2000)

Trabajos fuera de seriales:
- The Whenabouts of Burr (1985)
- The Crystal Empire (1986)
- The Wardove (1986)
- Henry Martyn (1989)
- Bretta Martyn (1997) (secuela de Henry Martyn]
- Pallas (1993)
- Roswell, Texas (2006) (comic on-line con ilustraciones de Scott Bieser)

Serie Lando Calrissian (Star Wars), (edición Omnibus Las aventuras de Lando Calrissian 1994):
- Lando Calrissian and the Mindharp of Sharu (1983)
- Lando Calrissian and the Flamewind of Oseon (1983)
- Lando Calrissian and the Starcave of ThonBoka (1983)

No ficción:
- Lever Action (1999)

Junto con Aaron Zelman:
- The Mitzvah (1999)
- Hope (2001)